# نهاية الأيام (فلم)
نهاية الأيام  (بالإنجليزية: End of Days) هو فيلم رعب تم إنتاجه في الولايات المتحدة وصدر في سنة 1999. الفيلم من إخراج بيتر هيامس من بطولة أرنولد شوارزنيجر وغابريل بيرن وكيفين بولك وروبن توني ورود ستايغر.

## القصة
{{:في الأيام التي تسبق انتهاء الألفية في أواخر شهر ديسمبر 1999 وفي خضم الاحتفالات التي تعم نيويورك يقرر الشيطان إفساد الأمر ، والقضاء علي العالم. يقوم بالحلول في جسد شاب حتى يستطيع أن يحصل على عروس الشيطان المختارة (كريستين) التي تبلغ من العمر عشرين عامًا. والتي سيؤدي حملها بطفل من الشيطان إلى نهاية العالم. يصبح (جريشو) البطل الرياضي والشرطي السابق هو أمل العالم في إنقاذه من الدمار رغم عدم إيمانه بالله .}}

## الميزانية والإيرادات
بلغت تكلفة إنتاج الفيلم حوالي 80 مليون دولار بينما حقق أرباحا تقدر بـ 211,989,043">http://www.boxofficemojo.com/movies/?id=endofdays.htm}}</ref></a> دولار.

## وصلات خارجية
- مقالات تستعمل روابط فنية بلا صلة مع ويكي بيانات